# Bruno Kastner
Richard Otto Bruno Kastner (Forst, 3 gennaio 1890 – Bad Kreuznach, 30 giugno 1932) è stato un attore tedesco.
È morto suicida all'età di 42 anni.

## Filmografia parziale
- Zwischen zwei Welten, regia di Adolf Gärtner (1919)
- Il cuore del Casanova (Das Herz des Casanova), regia di Erik Lund (1919)
- L'ultimo figlio del sole (Der letzte Sonnensohn), regia di Erik Lund (1919)
- Il paradiso nella neve (Das Paradies im Schnee), regia di Georg Jacoby (1923)
- Luther, regia di Hans Kyser (1928)